# Bateria das Fontes
A Bateria das Fontes localizava-se em frente a São Lourenço, na ilha da Madeira, Região Autónoma da Madeira.

## História
Erguida no século XIX, e perdida a sua função militar, a estrutura foi entregue à Câmara Municipal em Março de 1898, sendo mandada demolir para melhoramento dos terrenos a oeste da antiga Praça da Rainha, então Praça do Marquês de Pombal (1921).